# Piaractus
Cá chim nước ngọt hay còn gọi là cá chim sông (danh pháp khoa học: Piaractus, trước đây là Myletes và Colossoma) là một chi cá nước ngọt trong họ Serrasalmidae thuộc bộ cá chép mỡ Characiformes. Tại Việt Nam, loài Piaractus brachypomus thuộc Nhóm 1: Loài ngoại lai có nguy cơ xâm hại đã xuất hiện trên lãnh thổ Việt Nam.
Cá Chim trắng ăn tạp và phàm ăn. Chúng có bộ răng cửa rất cứng và sắc nên nhiều người lầm đó là loài cá dữ, nhưng thực chất lại hiền lành, chậm chạp. Một số người nuôi đã để lẫn chúng sang ao cá Mè, Trôi, Trắm nhưng không thấy chúng ăn cá con. Cá Chim trắng ăn các loài phù du sinh vật, các loại hạt ngũ cốc, các loại rau củ quả, chúng ăn cả lá bí, lá mướp, xác động vật chết, các loại phế phẩm của lò mổ… Khi nuôi công nghiệp với mật độ cao chúng ăn thức ăn chế biến là chính. Trong các ao nuôi ghép có hiện tượng cá Chim trắng thiếu ăn nên gặm vây đuôi cá Mè, Trôi, Trắm, nhưng nếu nuôi ghép cá Chim trắng với cá Rô phi đơn tính thì không có tình trạng này. Mức tiêu tốn thức ăn khi nuôi bằng thức ăn viên là 1,8 – 2 kg thức ăn/1 kg cá thịt, tương đương với mức tiêu tốn thức ăn của cá Rô phi.

## Các loài
Hiện có ba loài được công nhận nằm trong chi này:
- Piaractus brachypomus (G. Cuvier, 1818) (Pirapatinga or red-bellied pacu)
- Piaractus mesopotamicus (Holmberg, 1887) (small-scaled pacu or Paraná River pacu)
- Piaractus orinoquensis Escobar et al., 2019

## Tên gọi
Loài Piaractus brachypomus được du nhập vào Việt Nam và được gọi là cá chim trắng hay cá chim, tuy nhiên có sự không hợp lý khi gọi loại cá nước ngọt có tên khoa học Piaractus brachypomus này vì cá chim trắng là tên một loài cá nước mặn, không có liên hệ họ hàng gì với Piaractus Brachypomus và các tài liệu chuyên khảo tại Việt Nam chưa đề cập đến loại cá nào có tên Việt Nam là chim trắng mà lại sống ở nước ngọt và không có tài liệu nào dùng tên Silver Pomfret để chỉ loài Piaractus Brachypomus.
Hầu hết chỉ dùng tên cá Pacu đỏ hay Pacu bụng đỏ (Red Pacu hay Red Bellid Pacu) để chỉ loài cá có quan hệ với chi Piranhas. Tại Trung Quốc và Đài Loan công ty dùng tên Fresh water Silver Pomfret (cá chim trắng nước ngọt) để nhập cá Piaractus brachypomus vào một số nước cấm các loại các thuộc họ Piranhas (như Mỹ, Nhật Bản) nhưng không có mối liên hệ nào giữa chi cá nước ngọt này và chi cá chim trắng thực sự (Pampus Argenteus) sống ở biển, một loài cá giá trị cao, để đặt cho loại cá rẻ tiền mới nhập và đang gây tranh cãi.

## Du nhập
Cá chim trắng nước ngọt, có tên khoa học là Colossoma brachypomum, thuộc Bộ Characiformes, Họ Characidae. Cá chim trắng nước ngọt được nhập vào Việt Nam từ năm 1998. Đến năm 2000, việc cho sinh sản nhân tạo cá theo quy trình công nghệ sản xuất chi cá của Trung Quốc đã thành công. Ở sông Amazôn, Braxin, cá chim trắng nước ngọt thành thục khi được 32 tháng tuổi và có thể sinh sản tự nhiên. Tuy nhiên, cá chim trắng nuôi trong ao không đẻ tự nhiên được mà cần phải có kích dục tố cho sinh sản nhân tạo. Điều này đã được kiểm chứng ở một số nước phát triển nghề nuôi cá chim trắng nước ngọt như Trung Quốc, Đài Loan, Thái Lan và cả ở Việt Nam cá thịt Chim trắng xuất hiện ngày càng nhiều trên thị trường nội địa.
Cho đến nay, chưa ai bắt gặp loài cá này ngoài thủy vực tự nhiên. Cá chim trắng nước ngọt là loài nhập nội, hiện đang được nuôi thử nghiệm, có kiểm soát trong quá trình nuôi như do tập tính ăn tạp, phàm ăn, săn mồi theo bầy, việc nuôi khảo nghiệm, hoặc nuôi thương phẩm loài cá này chỉ nên giới hạn ở những vùng được xem là an toàn, có điều kiện che chắn (đê bao, đăng, lưới.). Không nên phát triển nuôi ở những vùng có lũ lụt thường xuyên và không có điều kiện kiểm soát con chi thả nuôi và những vùng nhạy cảm về sinh thái. Cá chim sông có dáng hình tương tự cá chim biển, mỗi con cân nặng từ 0,5-0,7 kg. Cá chim sông nấu canh chua, cá chim nước ngọt này còn có thể chiên xốt cà chua hành tây dùng với nước mắm ớt, tỏi, đường

## Nuôi cá

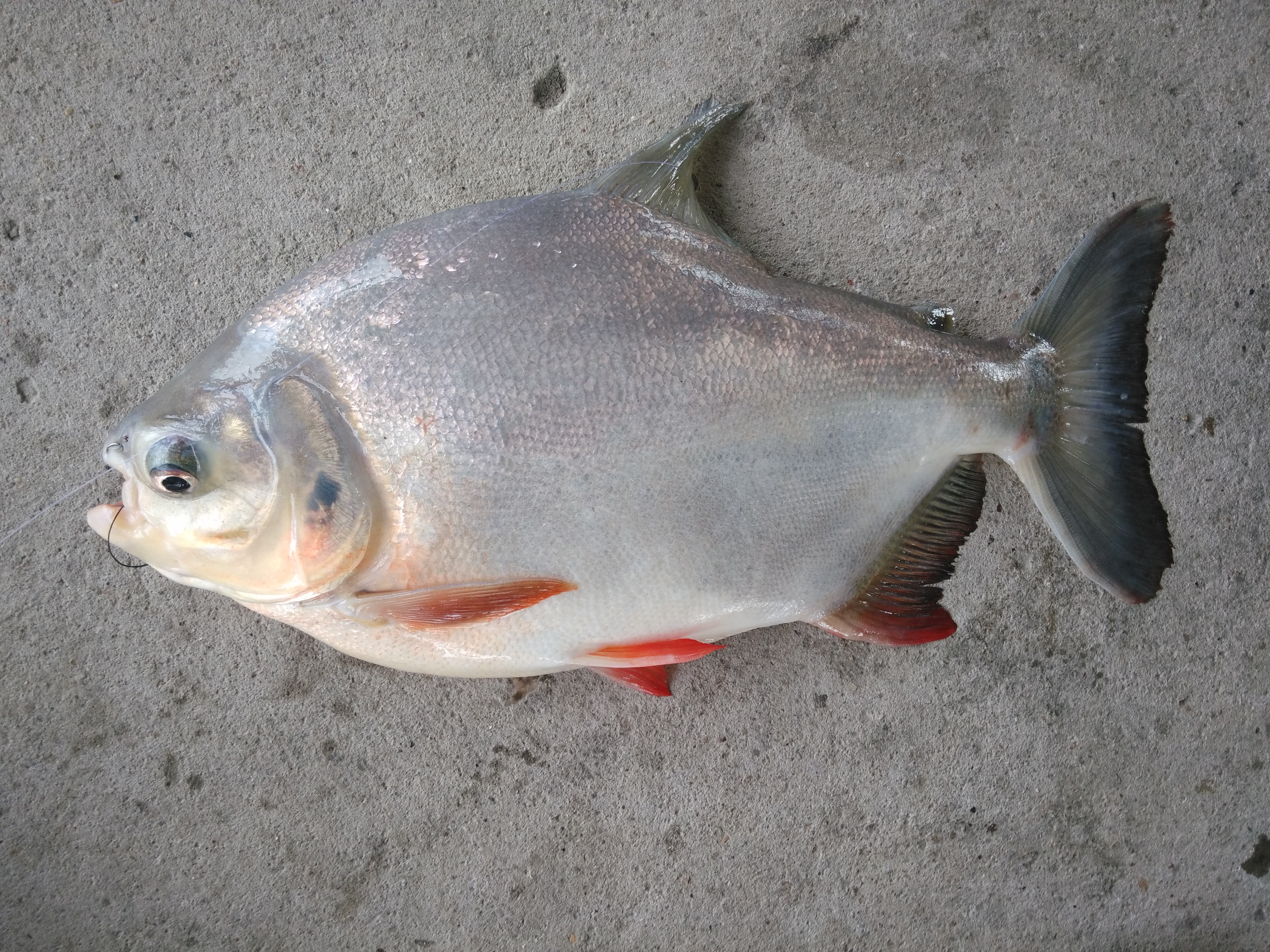
Cá chim nước ngọt

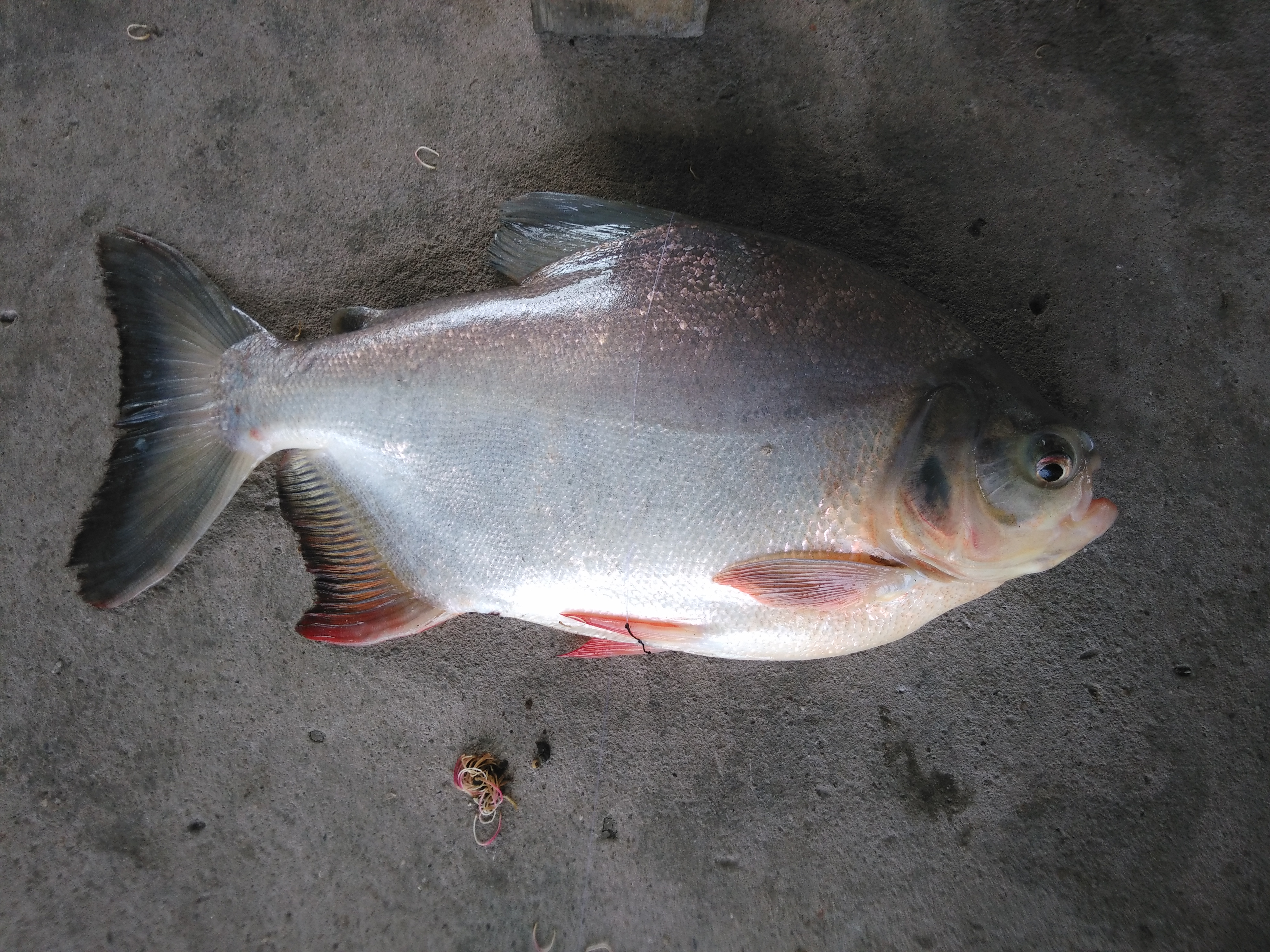
Cá chim sông

Cá sống trong môi trường nước có nhiệt độ từ 21-32 0C, nhưng thích hợp trong khoảng từ 28-30 0C. Cá chim trắng nước ngọt chịu nhiệt độ thấp tương đối kém, dưới 10oC có biểu hiện không bình thường và chết, lúc này cá chi rất dễ mắc bệnh trùng quả dưa, trùng bánh xe, nấm, Cá Chim trắng ít bệnh tật vào mùa hè, nhưng vào mùa đông chúng thường nhiễm các loại nấm, trùng quả dưa trùng bánh xe, sán lá… với cường độ và tỷ lệ cảm nhiễm cao, gây chết cá chi hàng loạt. Cá chim có thể sống bình thường ở độ mặn dưới 5-10, cá chết ở độ mặn 15.
Cá có thể sống ở trong các thủy vực chật hẹp như ao, hồ, đầm. với độ pH từ 5,6-7,4. Cá có tập tính sống tập trung thành bầy đàn và di chuyển theo bầy. Cá có đường kính mắt bằng 1/4,5 chiều dài đầu. Răng có hai hàm, hàm trên và hàm dưới. Hàm trên có hai hàng răng, hàng ngoài có 10 răng, hàm trong có 4 răng. Hàm dưới cũng có hai hàng răng, hàng ngoài có 14 răng với 6 răng lớn và 8 răng nhỏ, hàng trong có 2 răng. Mặt răng có dạng răng cưa. Số lược mang của cung mang thứ nhất: 30-36. Số vẩy đường bên: 81-98. Số vẩy trên đường bên: 31-33. Số vẩy dưới đường bên: 28-31. Tia vây không có gai cứng. Số vây lưng: 18-19. Số vây ngực: 14 (có 13 tia phân nhánh, 1 không phân nhánh). Số vây bụng: 8 (7 tia phân nhánh, 1 không phân nhánh). Số vây hậu môn: 26 (24 tia phân nhánh, 2 tia cứng không phân nhánh).
Các vây bụng và vây hậu môn của cá có màu đỏ. Vây đuôi có điểm vân đen ở diềm đuôi. Cá có khả năng biến đổi màu sắc theo môi trường sống. Dạ dày của cá tương đối to, có hình chữ U. Chiều dài của ruột bằng 2,5 chiều dài thân. Xung quanh ruột và nội tạng có nhiều mỡ.
Cá chim trắng nước ngọt là loài cá ăn tạp. Chúng có thể ăn các thức ăn có nguồn gốc thực vật, động vật như thực vật thủy sinh, tôm, cá con, các loài nhuyễn thể. Cá rất tích cực bắt mồi, nuốt rất nhanh. Thức ăn trong dạ dày của mẫu cá thu được trong ao chủ yếu là chất xơ thực vật, hạt ngũ cốc, lúa. So với một số loài cá khác, cá chim trắng nước ngọt lớn rất nhanh. Trung bình, cá có thể tăng trọng 100 g/tháng. Trong điều kiện thích hợp, sau 6 đến 7 tháng nuôi, cá có thể đạt từ 1,2–2 kg/con. Cá có thể sống đến 10 năm tuổi.
Cá Chim trắng dễ bị đánh bắt do hiền lành, chậm chạp. Ngay mẻ lưới đầu tiên có thể thu 90% số cá trong ao. Có lẽ do đặc điểm này nên trong các ao nuôi ghép chúng không gây áp lực cạnh tranh cho các loài cá khác.
Thịt cá Chim trắng nước ngọt ở mức bình thường. Do có nhiều xương răm, lườn bụng mỏng, nhiều mỡ, cỡ cá dưới 1 kg thịt không săn chắc nên không được ưa chuộng. Ngoài thị trường, giá cá thịt Chim trắng thấp hơn cá Rô phi, cá Chép, cá Trắm cỏ nhưng cao hơn cá Mè, cá Trôi. Tỷ lệ phát dục, tỷ lệ đẻ, tỷ lệ nở trứng và năng suất cá bột thấp hơn cá Mè, Trôi, Trắm. Cá Chim trắng dễ bị đánh bắt do hiền lành, chậm chạp, cá Chim trắng có thể là đối tượng nuôi phổ biến trong các vùng. Nó được sử dụng như các loại cá gống khác để làm phong phú thêm thành phần đàn cá nuôi hiện có.

## Những tin đồn và kết luận chính thức

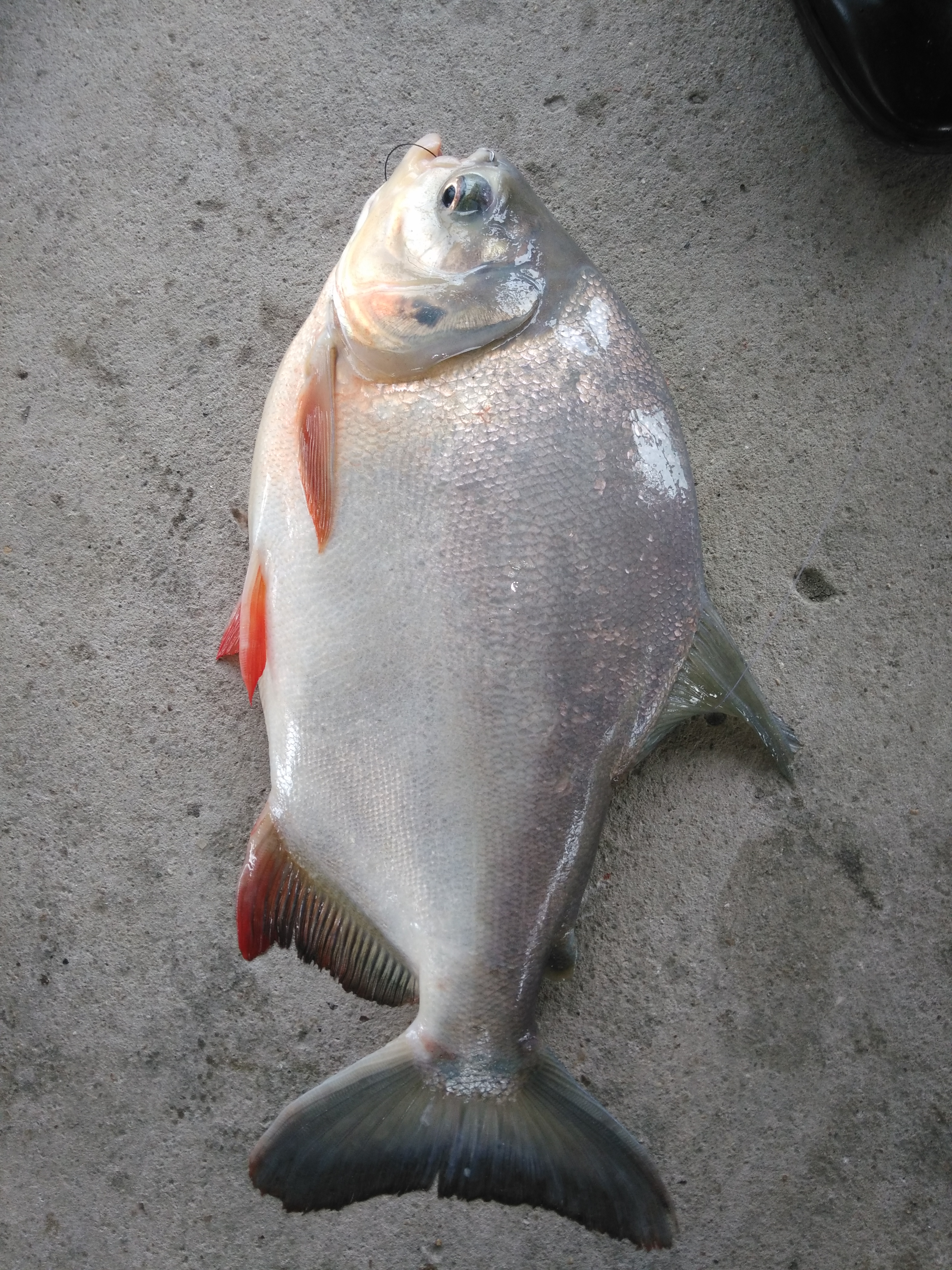
Cá chim trắng nước ngọt ở Bình Chánh

"Ở Việt Nam đã có việc phóng sinh hàng tấn cá trong đó có cá chim trắng Colossoma brachypomum, một loài cá ăn thịt đáng sợ. Rất nhiều cá thể của loài này đã vượt khỏi tầm kiểm soát của con người thoát ra vùng lòng hồ. Chúng tấn công ăn thịt rất nhiều các loài cá bản địa, chúng là nỗi khiếp sợ của các loài lưỡng cư, bò sát và ngay cả một số loài thú nhỏ. Tại huyện Thống Nhất, Đồng Nai là cá chim trắng được nuôi trong ao đã cắn đứt ngón tay út của một phụ nữ trong lúc giặt quần áo ở cầu ao. Những con cá chim trắng trên 1 kg trở lên thường hay tấn công đàn vịt con nuôi, chăn thả trong ao, điều đó hầu như không được cảnh báo, để người dân cứ tự phát nuôi thịt loài cá hung dữ này và còn tổ chức phóng sinh loài cá này" (Theo báo news.zing.vn)
Tuy nhiên, trái với tin đồn "cá chim trắng Colossoma brachypomum, một loài cá ăn thịt đáng sợ", theo Báo cáo của Bộ Thủy sản qua nuôi thử nghiệm từ đầu năm 1998 cho thấy, cá chim trắng nước ngọt là loài cá ăn tạp, dễ nuôi, mau lớn, không mang mầm bệnh mới, không là mối đe dọa với các loài vật nuôi khác. Trên cơ sở đánh giá này, năm 2001, Bộ Thủy sản đã đưa cá chim trắng nước ngọt vào danh mục giống thủy sản nước ngọt, được phép nhập khẩu thông thường. Theo các chuyên gia của Bộ, cho đến nay, mô hình nuôi tại 18 tỉnh thành đã đem lại hiệu quả kinh tế, đa dạng hoá cơ cấu nuôi trồng và góp phần xoá đói giảm nghèo cho nông, ngư dân.
Bộ Thủy sản khẳng định: Ngày 17-7-1998, bộ đã có chỉ thị nghiêm cấm nhập khẩu và nuôi cá Piranhas. Loài CCTNN đang được nuôi hiện nay và theo mẫu thu được trong cuộc khảo sát có tên khoa học là Colossoma brachypomum thuộc chi Colossoma họ cá chép mỡ (Characidae). Trong khi đó, Piranhas (cá hổ) là tên tiếng Anh để gọi chung cho 12 loài thuộc chi Pygocentrus và Serrasalmus, họ cá chép mỡ (Characidae). Như vậy, CCTNN và cá hổ cùng một họ nhưng là những loài thuộc các chi khác nhau. Cá hổ là loài cá dữ, chuyên ăn thịt, ưa thích săn mồi sống, còn CCTNN là loài ăn tạp. (CCCTNN: Cá chim trắng nước ngọt)
Còn theo diễn đàn của Liên hiệp các hội khoa học và kĩ thuật Việt Nam,"Cá Chim trắng ăn tạp và phàm ăn. Chúng có bộ răng cửa rất cứng và sắc nên nhiều người lầm đó là loài cá dữ, nhưng thực chất lại hiền lành, chậm chạp"